# Női 10 méteres toronyugrás a 2018-as úszó-Európa-bajnokságon
A 2018-as úszó-Európa-bajnokságon a női 10 méteres toronyugrás versenyszámának selejtezőjét augusztus 8-án délelőtt, a döntőjét pedig délután rendezték meg a Royal Commonwealth Poolban.

## Versenynaptár
Az időpontok helyi idő szerint olvashatóak (GMT +00:00).
| Dátum                      | Időpont | Forduló   |
| -------------------------- | ------- | --------- |
| 2018. augusztus 8., szerda | 09:30   | Selejtező |
| 2018. augusztus 8., szerda | 14:40   | Döntő     |

## Eredmény
Zölddel kiemelve a döntőbe jutottak
| #  | Versenyző           | Ország                   | Selejtező | Selejtező | Döntő   | Döntő  |
| #  | Versenyző           | Ország                   | Rangsor   | Pontok    | Rangsor | Pontok |
| -- | ------------------- | ------------------------ | --------- | --------- | ------- | ------ |
|    | Celine van Duijn    | Hollandia (NED)          | 1         | 289,65    | 1       | 319,10 |
|    | Bátki Noémi         | Olaszország (ITA)        | 5         | 279,40    | 2       | 315,00 |
|    | Maria Kurjo         | Németország (GER)        | 3         | 282,35    | 3       | 308,15 |
| 4  | Szofija Liszkun     | Ukrajna (UKR)            | 4         | 279,60    | 4       | 306,60 |
| 5  | Lois Toulson        | Egyesült Királyság (GBR) | 2         | 284,10    | 5       | 292,20 |
| 6  | Robyn Birch         | Egyesült Királyság (GBR) | 8         | 250,70    | 6       | 290,60 |
| 7  | Tanya Watson        | Írország (IRL)           | 11        | 233,15    | 7       | 276,85 |
| 8  | Elena Wassen        | Németország (GER)        | 6         | 264,50    | 8       | 270,40 |
| 9  | Ellen Ek            | Svédország (SWE)         | 7         | 260,40    | 9       | 264,70 |
| 10 | Anne Vilde Tuxen    | Norvégia (NOR)           | 12        | 222,45    | 10      | 215,00 |
| 11 | Isabelle Svantesson | Svédország (SWE)         | 10        | 241,60    | 11      | 199,85 |
| 12 | Helle Tuxen         | Norvégia (NOR)           | 9         | 245,75    | 12      | 161,90 |
|    |                     |                          |           |           |         |        |
| 13 | Genevieve Green     | Litvánia (LTU)           | 13        | 209,90    |         |        |
| 14 | Julija Tyimosinyina | Oroszország (RUS)        | 14        | 204,80    |         |        |
| 15 | Anna Csujnysena     | Oroszország (RUS)        | 15        | 180,00    |         |        |